# Imilac-Meteoritenkrater
Koordinaten: 24° 12′ 46″ S, 68° 48′ 31″ W
Der Imilac-Meteoritenkrater in Nord-Chile ist mit 8 m Durchmesser der größte Einschlagkrater im über 8 km² ausgedehnten Imilac-Meteoritenstreufeld, verursacht vor schätzungsweise 500 Jahren durch einen schon beim Anflug in der Atmosphäre zerborstenen Stein-Eisen-Meteoriten vom Typ Pallasit.

## Beschreibung
Der Imilac-Meteoritenkrater befindet sich in der Atacamawüste, in Nord-Chile, in der Kommune Antofagasta. Er liegt bei 24° 13′ S, 68° 49′ W, rund 170 km Luftlinie von der Stadt entfernt, in einer extrem trockenen, vegetationslosen Zone der Anden-Präkordillere in 3050 m Höhe, wenige Kilometer vom Salar de Imilac entfernt.
Er ist ein einfacher, schüsselförmiger Krater mit einem Durchmesser von 8 m, begrenzt von steilen Wänden. Der Impaktor war ein Pallasit (Stein-Eisen-Meteorit) der aus südwestlicher Richtung anfliegend noch in der Atmosphäre auseinanderbrach. Dabei entstanden zahlreiche Fragmente von unterschiedlicher Größe, die in einem primären Streufeld von wenigstens 8 km Länge und 1 km Breite einschlugen. Durch die Atmosphäre stärker ausgebremst, fielen zuerst die kleineren Stücke, während das größte Fragment am weitesten, bis zum nordöstlichen Rand des Streufelds flog. Beim Einschlag verursachte dieses den Krater und zerbarst in zehntausende Stücke, die bis zu 1000 m weit auseinander flogen und ein sekundäres Streufeld bildeten.

## Entdeckung

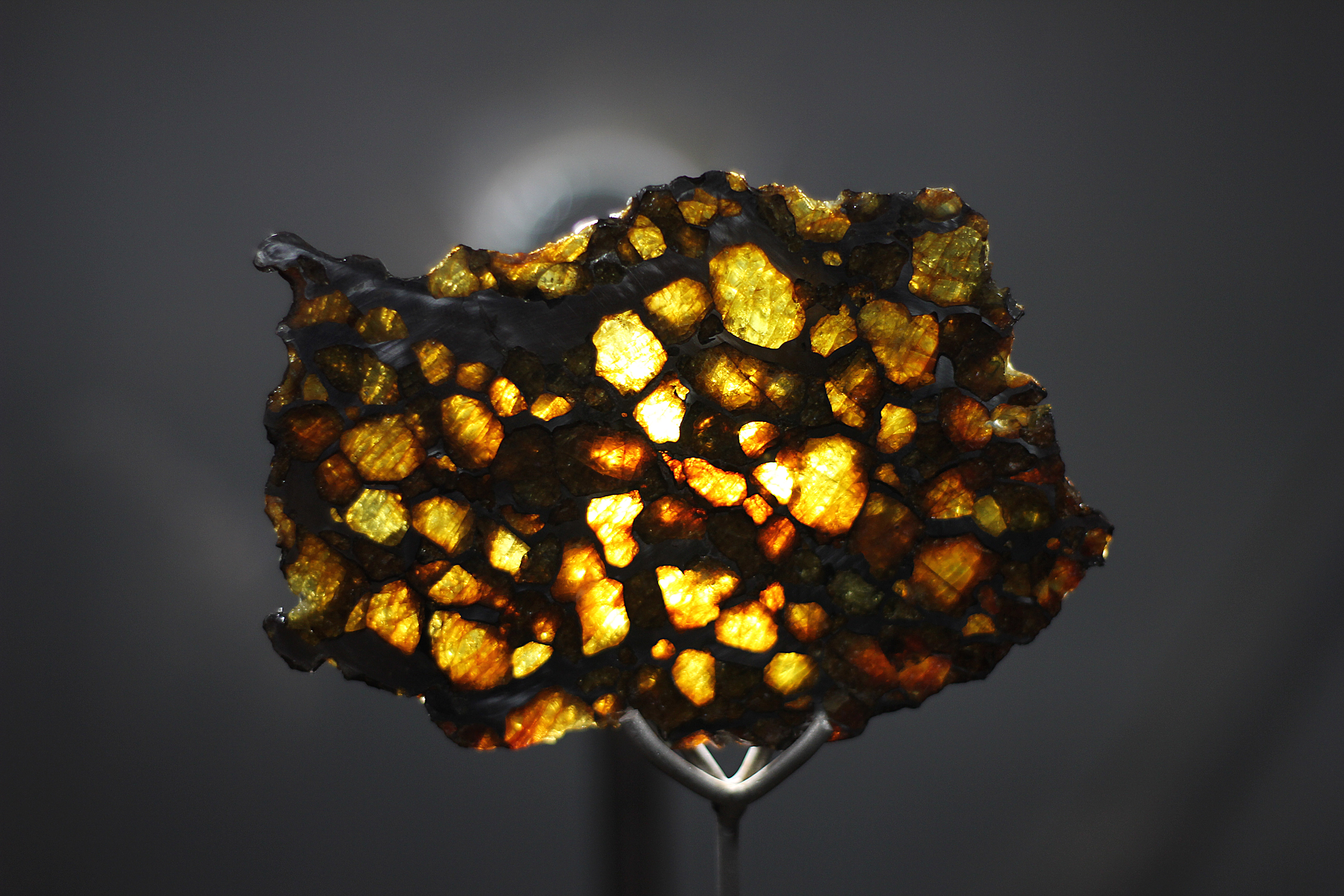
Imilac-Pallasit:
Der Meteorit besteht aus einer schwammförmigen Eisen-Nickel-Legierung in der die Höhlungen meist ganz mit Olivin gefüllt sind. Ungefähr 50 Vol-% Olivin-Anteil. In dieser durchleuchteten, dünnen Scheibe zeigt sich das Olivin transparent und farbig, während das umgebende Eisen intransparent, dunkel erscheint. Als Fundort wird angegeben.

Es gibt keine überlieferte Beobachtung zum Fall des Meteoritenschauers. Im Jahr 1821 hatte ein Mann namens Alejandro Chavez tagsüber einen heftigen Lärm in der Nachbarschaft der Oase Peine gehört und bald danach wurden große Mengen Eisen verteilt über eine Ebene gefunden. Weil in der Gegend auch Vulkanismus und Erdbeben als Verursacher für den Lärm in Frage kommen, wurde bezweifelt, ob das gehörte mit dem Meteoriten in Verbindung steht. Nur ungenau konnte ermittelt werden, dass zwei einheimische Jäger aus Peine, José María Chaile und Matías Mariano Ramos, das Meteoritenfeld irgendwann zwischen 1814 und 1824 entdeckt hatten. Weil sie das meteoritische Eisen mit einem Messer schneiden konnten und der frische Schnitt silbrig aussah, hielten sie ihren Fund für Silber. Ein Monsieur C. Lambert berichtete, dass er 1822 auf einer Reise von San Pedro nach Coquimbo die von der indigenen Bevölkerung mit reventason bezeichnete Fundstelle zu besuchen versuchte, dass ihm aber niemand den Weg zeigen wollte, vermutlich um die vermeintliche Silbermine geheim zu halten. So gilt als gesichert, dass der Imilac-Meteorit seit mindestens 1822 entdeckt war und er ist damit der älteste, belegte Fund aus einer so genannten heißen Wüste. Es wird allerdings angenommen, dass der Fall schon mehrere hundert Jahre zurückliegt. Aus geologischen Überlegungen ließ sich ableiten, dass der Fall vor ungefähr 500 Jahren stattgefunden haben könnte.

## Ausbeutung des Meteoritenfeldes
Während sich einige wenige Europäer aufmachten um die für sie begehrten Meteoriten in der Atacamawüste zu suchen, wurde meist die Gelegenheit genutzt sich diese von erfahrenen eingeborenen Zulieferern beschaffen zu lassen. Verständlich, wenn man bedenkt, dass die Durchquerung der ausgedehnten, extrem trockenen und vegetationsarmen Wüste ein beschwerliches und gefährliches Unterfangen war. Es wird angenommen, dass in den ersten drei bis vier Jahrzehnten nach der Entdeckung kein Europäer am Fundort in Imilac gewesen ist. Die indigene Bevölkerung verarbeitete das meteoritische Eisen zu nützlichen oder ornamentalen Gegenständen.
Als während des Unabhängigkeitskriegs spanische Schiffe den Hafen von Buenos Aires blockierten und mangels Importen das Eisen knapp wurde, beauftragte die dortige neue Regierung die Beschaffung von meteoritischem Eisen aus der Atacama-Region. Bis dieses mühselig über Land transportiert ankam, war die Blockade allerdings beendet. Das bis dahin angeschaffte Material wurde 1825 an den britischen Naturforscher und Generalkonsul in Buenos Aires Sir Woodbine Parish veräußert. Parish schickte davon zwei Meteorite aus Imilac nach Großbritannien. Im Frühjahr 1827 wurden diese vom Mineralogen T. Allan als vergleichbar mit einem von Peter Simon Pallas in Sibirien gefundenen Meteorit erkannt. Der Chemiker E. Turner ermittelte im Eisen 10 % Nickel und 1 % Cobalt und bestätigte damit die meteoritische Herkunft.
Die mit 198 kg größte Masse aus Imilac, die sich in der Sammlung des Britischen Museums befindet, wurde 1877 durch den britischen Entdecker George Hicks von einem einheimischen Zulieferer erworben. Für den Transport zum rund 200 km entfernten Hafen in Antofagasta brauchten vier Männer mit einer Karre zehn Tage.
Als begehrte Handelsware gelangten so mit der Zeit zahlreiche Imilac-Pallasiten unter verschiedenen Bezeichnungen (z. Bsp. Ollague), und mit ungenauen oder sogar fehlerhaften Angaben zum Fundort in private oder institutionelle Meteoritensammlungen.

## Erforschung
Der deutsch-chilenische Naturforscher Rudolfo Philippi kam im Januar 1854, auf einer von der chilenischen Regierung beauftragten Expedition nach Imilac. Er wurde von José María Chaile, einem der Entdecker und selbst erklärten Eigentümer der Eisenmine an den Ort geführt. Philippi war der erste Forscher der die Fundstelle untersuchte und eine Beschreibung veröffentlichte. Das Meteoritenfeld war schon weitgehend ausgebeutet. Philippi und seine Begleiter konnten nur noch zahlreiche, kleinere Fragmente mit einem geschätzten Gesamtgewicht von 4,5 kg bergen. Den damals etwa 6 m tiefen Imilac-Krater hielt er für eine Grube die frühere Eisensucher ausgehoben hätten. In den umliegenden Hügeln fanden sich ebenfalls einige, kleinere Grabungslöcher.
Danach wurde das Imilac-Streufeld erst wieder im April 1973 für die Wissenschaft entdeckt. Der Imilac-Krater war zu der Zeit etwa 3 m tief mit einem Durchmesser von 6 bis 8 m. Unter Einsatz eines Metalldetektors konnten in der Umgebung 2430 Pallasit-Fragmente mit einem Gesamtgewicht von 4,8 kg gefunden werden. Es wurde erstmals eine Positionsbestimmung vorgenommen und eine Lageskizze veröffentlicht. Nach den bis dahin veröffentlichten Angaben konnte ermittelt werden, dass insgesamt 500 kg Material aus Imilac geborgen worden waren.
Während einer geologischen Prospektion und nach Hinweisen von Einheimischen die von früheren Funden wussten, wurden 1987 in bis zu 8 km Entfernung vom Iimilac-Krater, am Fuß des Berges Morro de la Mina (24° 17′ S, 68° 54′ W) drei weitere Pallasite mit insgesamt 59 kg gefunden. Zwei davon in unversehrten Kratern von 80, beziehungsweise 125 cm Durchmesser.
Anfang 1996 wurde die Umgebung des Imilac-Krater nochmals systematisch mit Metalldetektoren abgesucht. Es konnten in südwestlicher Richtung, in 200 m, beziehungsweise 500 m Entfernung noch zwei weitere, gut erhaltene Einschlagskrater von 2 m und 1,5 m Durchmesser entdeckt werden. Sie liegen mit dem großen Krater auf einer Linie die der Flugrichtung des Meteoriten entspricht. Vom Krater ausgehend wurden strahlenförmig verteilte Bänder von Metallsplittern gefunden. Mindestens vier solcher Strahlenmuster erstrecken sich bis zu 80 m in östliche Richtungen. Es wird geschätzt, dass in diesem sekundären Streufeld noch eine Tonne kleinerer Eisenpartikel liegen könnten.